# Estadio Olímpico Municipal de Palpalá
El Estadio Olímpico Municipal Dr. Néstor Kirchner es un estadio cubierto localizado en Palpalá, Jujuy, Argentina. Fue inaugurado en 2011 y es propiedad de la Municipalidad de Palpalá. Tiene capacidad para 1.700 espectadores y se utiliza para práctica de diversas actividades deportivas como el baloncesto, el vóleibol y el futsal, además de la realización de acontecimientos artísticos y sociales, para los cuales, cuenta con un escenario en uno de los laterales del estadio.

## Escuelas que utilizan el estadio

### Primarias
- Colegio Modelo Palpalá (Primario)
- Colegio F.A.S.T.A. San Alberto Magno (Primario)
- Colegio Sagrado Corazón (Primario)
- Escuela Primario n°1
- Escuela n°22 República de Bolivia
- Escuela n°78 Dr. José Benito de la Barcena
- Escuela n°119 General Savio
- Escuela n°144 la Victor Mercante
- Escuela n°176 La Patria
- Escuela n°204 Carmen Avila de Naveran
- Escuela n°207 General Brigada Armando Pedro Pio Martijena
- Escuela n°228 Altos Hornos Zapla
- Escuela n°257 Provincia de Córdoba
- Escuela n°260 Fuerza Aérea Argentina
- Escuela n°266 Provincia de Catamarca
- Escuela n°273 Francisco Antonio Rizzutto (Primario)
- Escuela n°298
- Escuela n°411 Mayor Enrique Carlos Luteral
- Escuela n°418 Eva Peron
- Escuela n°450 Dr. Elvio Adám Martelli

### Secundario
- Colegio Modelo Palpalá (Secundario)
- Colegio F.A.S.T.A. San Alberto Magno (Secundario)
- Colegio Periodista Juan Carlos Zambrano
- Comercial n°1
- Escuela Educación Técnica n°1 General Savio
- Escuela Agropecuaria n°1 (El Brete)
- Escuela Comercial n°2 Dr. Manuel Belgrano
- Colegio Secundario n°5
- Bachillerato Provincial n°21
- Bachillerato Provincial n°22 Héroes de Malvinas
- Escuela n°109 Florentino Ameghino (Secundario)
- Escuela n°273 Francisco Antonio Rizzutto
- Escuela n°274
- Nacional n° Domingo Faustino Sarmiento (Palpalá)